# Apopetelia casperia
Apopetelia casperia là một loài bướm đêm trong họ Geometridae.